# Großsteingrab Skåningegårdene 3
Das Großsteingrab Skåningegårdene 3 ist eine megalithische Grabanlage der jungsteinzeitlichen Nordgruppe der Trichterbecherkultur im Kirchspiel Draaby in der dänischen Kommune Frederikssund.

## Lage
Das Grab befindet sich in Skåningegårde, wenige Meter östlich des Hauses Præstegaarsvej 75. In der näheren Umgebung gibt bzw. gab es zahlreiche weitere megalithische Grabanlagen.

## Forschungsgeschichte
In den Jahren 1873 und 1942 führten Mitarbeiter des Dänischen Nationalmuseums Dokumentationen der Fundstelle durch. Eine weitere Dokumentation erfolgte 1982 durch Mitarbeiter der Forst- und Naturbehörde.

## Beschreibung
Die Anlage besitzt eine vermutlich rechteckige Hügelschüttung mit einer Länge von mindestens 14 m, einer Breite von 12 m und einer Höhe von 1,3 m. Zur Orientierung liegen keine Angaben vor. Von der Umfassung sind zwölf Steine erhalten.
Der Hügel enthält eine Grabkammer, die wohl als Großdolmen anzusprechen ist. Sie ist ostsüdost-westnordwestlich orientiert und hat einen fünfeckigen Grundriss. Sie hat eine Länge von etwa 1,6 m und eine Breite von 1,5 m. Die Kammer besteht aus vier Wandsteinen. An der ostsüdöstlichen Schmalseite befindet sich eine 0,7 m breite Öffnung. Die Decksteine fehlen. Im Ostsüdosten ist der Kammer ein Gang vorgelagert. Er ist ostsüdost-westnordwestlich orientiert und hat eine Länge von 2,9 m sowie eine Breite von 0,6 m. Es sind fünf Wandsteine des Gangs erhalten. Weitere Wandsteine sowie die Decksteine fehlen.